# Carnovali
Carnovali [karnoˈvaːli] (in bergamasco Carnoàl) è un quartiere della città di Bergamo, facente parte della circoscrizione 7 fino al 2009, in seguito incorporato nella circoscrizione 2.
Confina ad ovest con il quartiere San Tomaso de' Calvi, ad est con il quartiere Malpensata e a sud con il quartiere Colognola.
È un quartiere relativamente piccolo. Si affaccia sull'Autostrada e conta ben pochi centri di aggregamento sociale. È perlopiù composto da edifici residenziali di vecchia e recente costruzione.
È presente una chiesa parrocchiale (Parrocchia del Sacro Cuore) e il relativo oratorio e un istituto comprensivo paritario comprendente la scuola materna, la scuola primaria e la scuola secondaria di primo grado.
Nell'ambito sportivo, è presente la Polisportiva Carnovali che si allena e ha sede nell'Oratorio Sacro Cuore.